# Nadejda Mniova
Надежда Евгеньевна Мнёва
Compléments
Auteure d'ouvrages, notamment :
- La peinture ancienne de Nijni-Novgorod (1958)
- Art de la vieille Russie (1965)

Nadejda Mniova (1902-1968), en russe : Надежда Евгеньевна Мнёва (Nadezhda Evgenievna Mneva), est une historienne, restauratrice, enseignante et auteur, soviétique spécialiste de l'art russe ancien.
Elle est l'auteure de plusieurs ouvrages, en russe, notamment Art de la vieille Russie en 1965.

## Biographie
Nadejda Mniova, est née le 6 août 1902 (19 août dans le calendrier grégorien) à Moscou. Son grand-père Ivan Loukitch Siline (env. 1825-1899) était antiquaire, collectionneur d'objets d'arts russes, connaisseur en matière d'icônes. Son père Eugène Siline (1877-1928), est collaborateur de la section muséale du Commissariat du peuple à l'Éducation, restaurateur d'art et premier directeur du musée de la cathédrale Saint-Basile-le-Bienheureux de Moscou, il l'initie à la peinture ancienne.

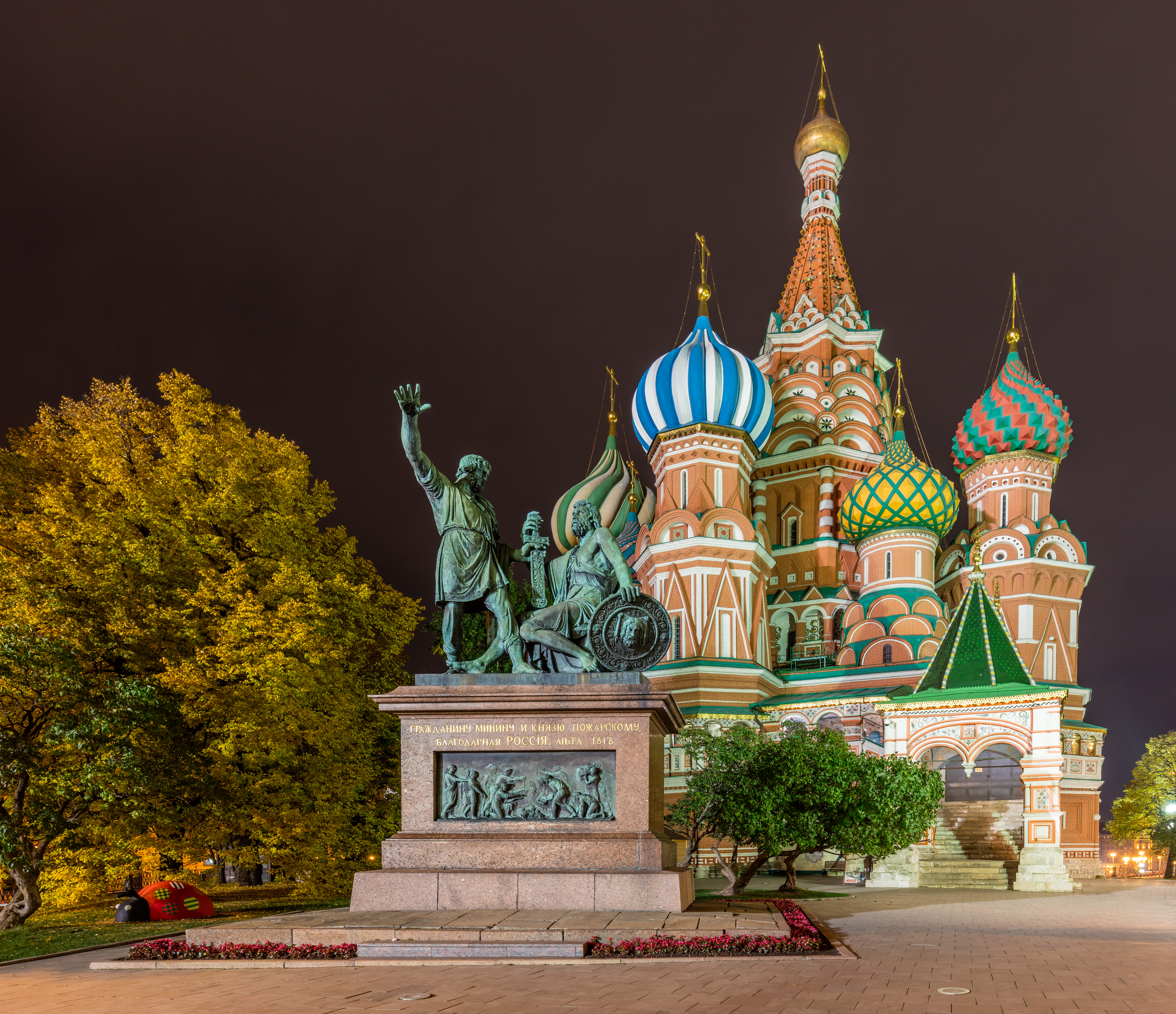
Cathédrale Saint-Basile, Moscou

Elle termine ses études secondaires en 1919. Travaille quelque temps au Vkhoutemas où enseigne le peintre d'avant-garde russe Robert Falk, puis termine l'université au printemps 1924. 
Dès 1925, elle entre comme spécialiste au musée d'Histoire dans la section de la vie religieuse. Mais en même temps elle devient chercheuse au musée de la cathédrale Saint-Basile-le-Bienheureux de Moscou . En 1928, elle entre au musée d'histoire et des arts dans l'ancien monastère de Novodevitchi. En 1930, elle devient collaboratrice du musée antireligieux installé dans le monastère Donskoï. Elle défend son mémoire Peinture monumentale et de chevalet durant la seconde moitié du XVIe siècle et obtient le titre de candidate en histoire de l'art en 1945. La plus grande partie de cette thèse a été préparée dans des conditions de guerre pénibles à Novossibirsk. Pendant cette même guerre 1939-1945, elle participe à la conservation des œuvres de la galerie Tretiakov en veillant à leur trouver des emplacements à l'abri des risques liés aux évènements dramatiques en Russie.   
Elle devient collaboratrice scientifique à la galerie Tretiakov en 1935  et le restera jusqu'en 1962, chargée de la direction de la section d'art russe ancien dès 1938 et jusqu'en 1962. En février 1947, elle devient aussi collaboratrice scientifique à l'institut d'histoire de l'art de l'Académie des sciences de Russie. En ce qui concerne la restauration de tableaux et d'icônes elle collabora longtemps avec Nikolaï Sytchiov (en) et avec Viktor Filatov (ru). 
Nadejda Mniova meurt le 26 septembre 1968, à Moscou.

## Élèves et successeurs
- Saveli Iamchtchikov

## Publications

### Auteure

#### Ouvrages
- (ru) {Древнерусская живопись Нижнего Новгорода, Матерялы и исследования [« La peinture ancienne de Nijni-Novgorod »], Moscou, Galerie Tretiakov,‎ 1958.
- (ru) Монументальная и спинковая живопись, Очерки русской културы 16 века [« La peinture murale et le chevalet, essai sur la culture russe du 16e siècle »], Moscou, Université d'État de Moscou,‎ 1977.

#### Chapitres
- (ru) « Местные школы живописи 16 века (Les écoles de peinture locales du XVIe siècle) », dans История русского искусства в 13-и томах [« Histoire de l'art russe en 13 volumes »], t. 3, Moscou, Académie des sciences d'URSS,‎ 1953-1961.
- (ru) « Московская живопись 16 века (La peinture moscovite du XVIe siècle) », dans История русского искусства в 13-и томах [« Histoire de l'art russe en 13 volumes »], t. 3, Moscou, Académie des sciences d'URSS,‎ 1953-1961.

### Co-auteure
- (ru) Каталог древнерусской живописи XI — начала XVIII в.в. Опыт историко-художественной классификации [« Catalogue de peinture ancienne du XI -début XIIe s.Essai de classification historico-artistique »], t. I (avec Valentina Antonova, N. E.Антонова В. И., Мнева Н. Е.), Moscou, Искусство,‎ 1963, p. 65-66-69-71.